# Puya strobilantha
Puya strobilantha är en gräsväxtart som beskrevs av Carl Christian Mez. Puya strobilantha ingår i släktet Puya och familjen Bromeliaceae. Inga underarter finns listade i Catalogue of Life.